# Brachiblasto
Il brachiblasto è un ramo che presenta un passo estremamente ridotto delle distanze internodali.
Tale caratteristica rende gli articoli estremamente accorciati e fitti.
La conseguenza della formazione abituale di brachiblasti sulle estremità dei rami vegetativi produce come effetto, in assenza di rinnovo con getti basali o laterali, una crescita globalmente rallentata, da un lato, dell'individuo vegetale nel suo complesso, e dall'altro la costanza della produzione, quasi nello stesso punto, di foglie e fiori, e quindi frutti.
Nelle gimnosperme, corti brachiblasti, specifici per tale funzione, contengono gli ovuli della pianta, talvolta raggruppati in strobili nelle gimnosperme più evolute. In esso, a causa della brevità, sono di frequente presenti ciuffi di foglie di tipo aghiforme, molto ravvicinate tra loro.
I brachiblasti si trovano di frequente nelle Pinoideae, sottofamiglia delle Pinaceae. In questi casi capita spesso che siano affiancati da rami normali. Nel caso del pino si ha la pigna (chiamata anche cono o strobilo), ovvero l'insieme di più ovuli protetti dai rispettivi macrosporofilli (formanti nell'insieme la squama ovulifera), che andrà ad inserirsi anch'essa nel brachiblasto assieme alle foglie aghiformi.
I brachiblasti sono elementi caratterizzanti delle gimnosperme insieme ai macroblasti.
La parola deriva dalla fusione delle parole greche brachys, "corto", e blastē, "germoglio".